# アヌケト
アヌケト（Anuket, Anqet、アヌキス、希:Anukis）は、エジプト神話で登場するナイル川の女神。ナイル川流域のエジプトからヌビアにかけて信仰されていた。
クヌムとサテト（サティス）とともに三柱神の一柱とされる。クヌムとサテトの娘か、またはクヌムの配偶者ではないかとされる。羽飾りの冠をした姿で描かれている。